# Фауна Польщі
Фауна Польщі — згідно з даними Музею та Інституту Зоології Польської Академії Наук, на території Польщі проживає близько 36 000 видів тварин.
Символ  вказує на види, які знаходяться під охороною.

## Губки (Porifera)

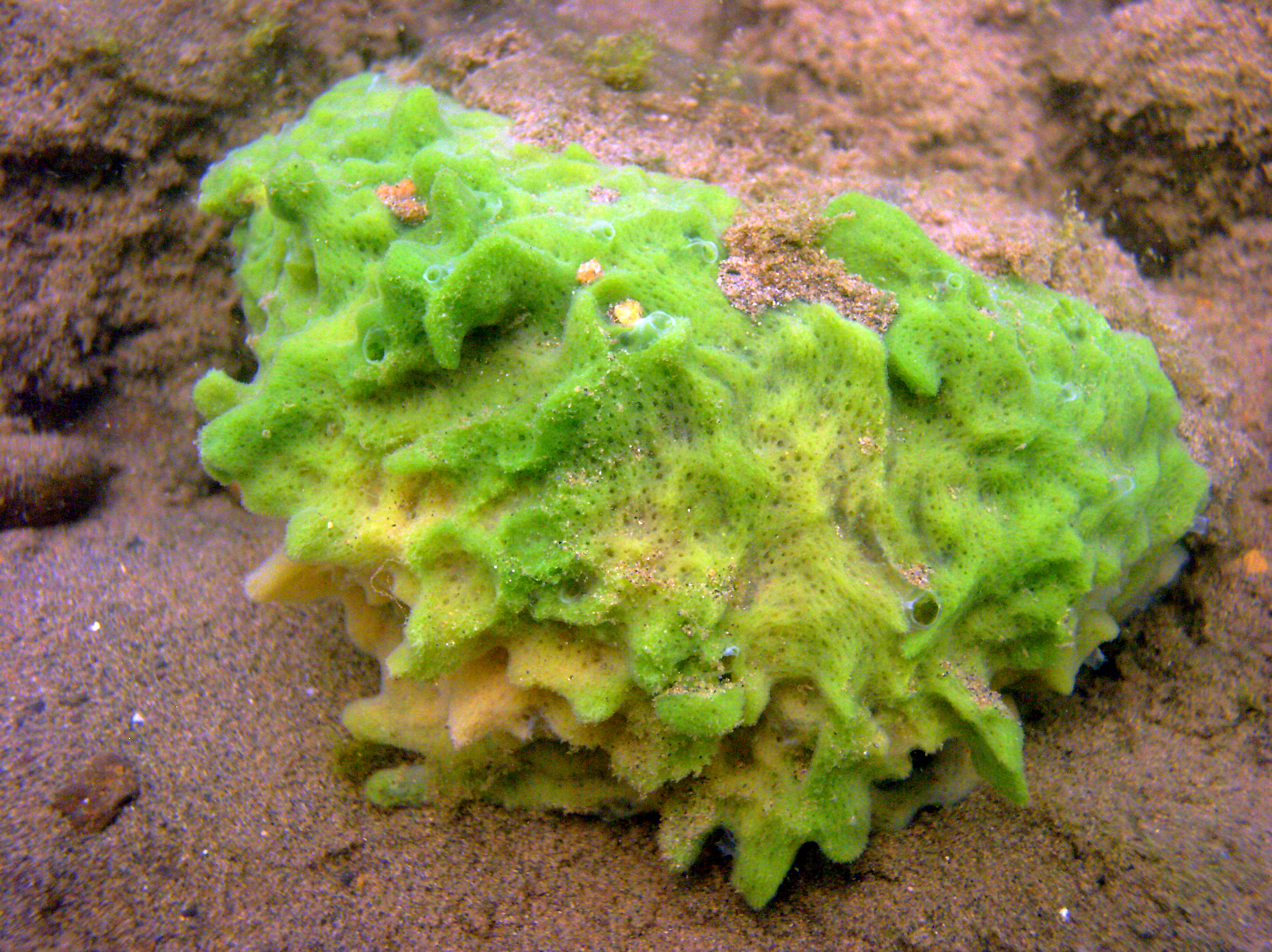
Бодяга ставкова

У Польщі існує 9 видів губок, які входять до 3 родин:
Родина (Halichondriidae)
- Морський коровай Halichondria panicea

Родина Бодягові (Spongillidae)
- Бодяга ставкова Spongilla lacustris (Linnaeus, 1758)

 syn. Euspongilla lacustris
- Eunapius fragilis (Leidy, 1851)

syn. Spongilla fragilis Leidy, 1851
- Бодяга річкова Ephydatia fluviatilis (Linnaeus, 1759)
- Ephydatia muelleri (Lieberkuhn, 1855)

syn. Meyenia mülleri Lieberkuhn, 1855
- Trochospongilla horrida Weltner, 1893
- Heteromeyenia baileyi (Bowerbank, 1863)
- Heteromeyenia stepanowii (Dybowski, 1884)

Родина Halisarcidae
- Halisarca dujardini Johnston, 1842

## Реброплави (Ctenophora)

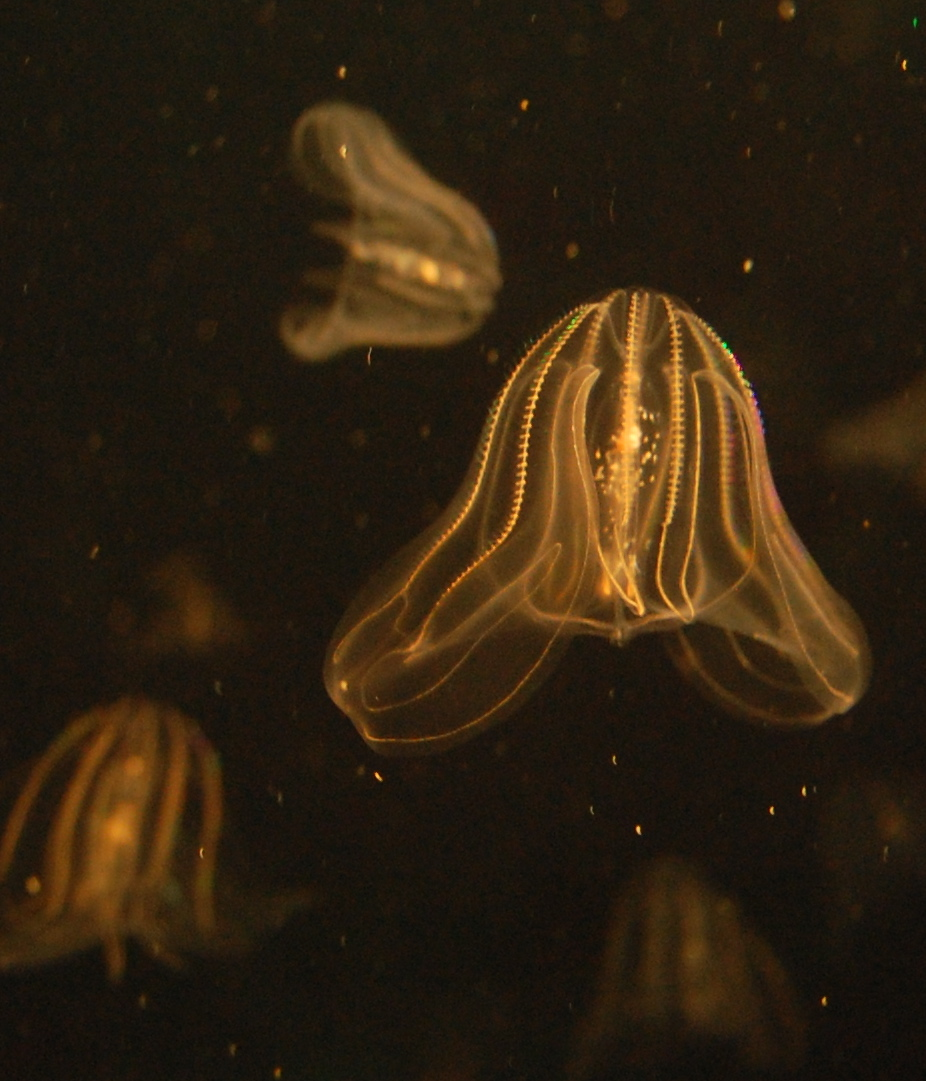
Мнеміопсіс

На території Польщі знайдено усього два види реброплавів, один у Балтійському морі, а інший у Гданській затоці:
Родина Pleurobranchiidae
- Pleurobranchia pileus O.F.Müller, 1776

Родина Bolinopsidae
- Mnemiopsis leidyi L. Agassiz, 1865

## Кнідарії (Cnidaria)
У водах Балтійського моря знайдено 28 видів Кнідарій (Cnidaria):

### Гідро́їдні (Hydrozoa)
З 24 видів гідроїдних тільки 7 проживають у прісній воді:

#### ПідкласЛептоліни(Leptolinae)

##### РядАнтомедузи(Anthomedusae)
Родина Hydractiniidae L. Aggasiz, 1862
- Clava multicornis (Forskal, 1775)

Родина Cordylophoridae von Lendenfeld, 1885
- Cordylophora caspia (Pallas, 1771)

Родина Rathkeidae Russell, 1953
- Rathkea octopunctata (M. Sars, 1835)

Родина Pandeidae Haeckel, 1879
- Halitholus cirratus (Hartlaub, 1913)

Родина Corynidae Johnston, 1836
- Sarsia tubulosa (M. Sars, 1835)

Родина Tubulariidae Goldfuss, 1818
- Ectopleura dumortieri (Van Beneden, 1844)
- Hybocodon prolifer L. Agassiz, 1862

Родина Corymorphidae Allman, 1872
- Corymorpha nutans M. Sars, 1935

Родина Hydridae Dana, 1846
- Hydra circumcincta P. Schultze, 1914 syn. Hydra stellata P. Schultze syn. Pelmatohydra braueri (Bedot, 1912)
- Hydra oxycnida P. Schultze, 1914
- Hydra oligactis (Pallas, 1766) syn. Pelmatohydra oligactis Pallas, 1766
- Hydra vulgaris Pallas, 1766 syn. Hydra attenuata (Pallas, 1766)
- Hydra viridissima Pallas, 1766 syn. Chlorohydra viridissima (Pallas, 1766)

Родина Protohydridae Allman, 1888
- Protohydra leuckarti Greef, 1859

##### РядЛептомедузи(Leptothecata)

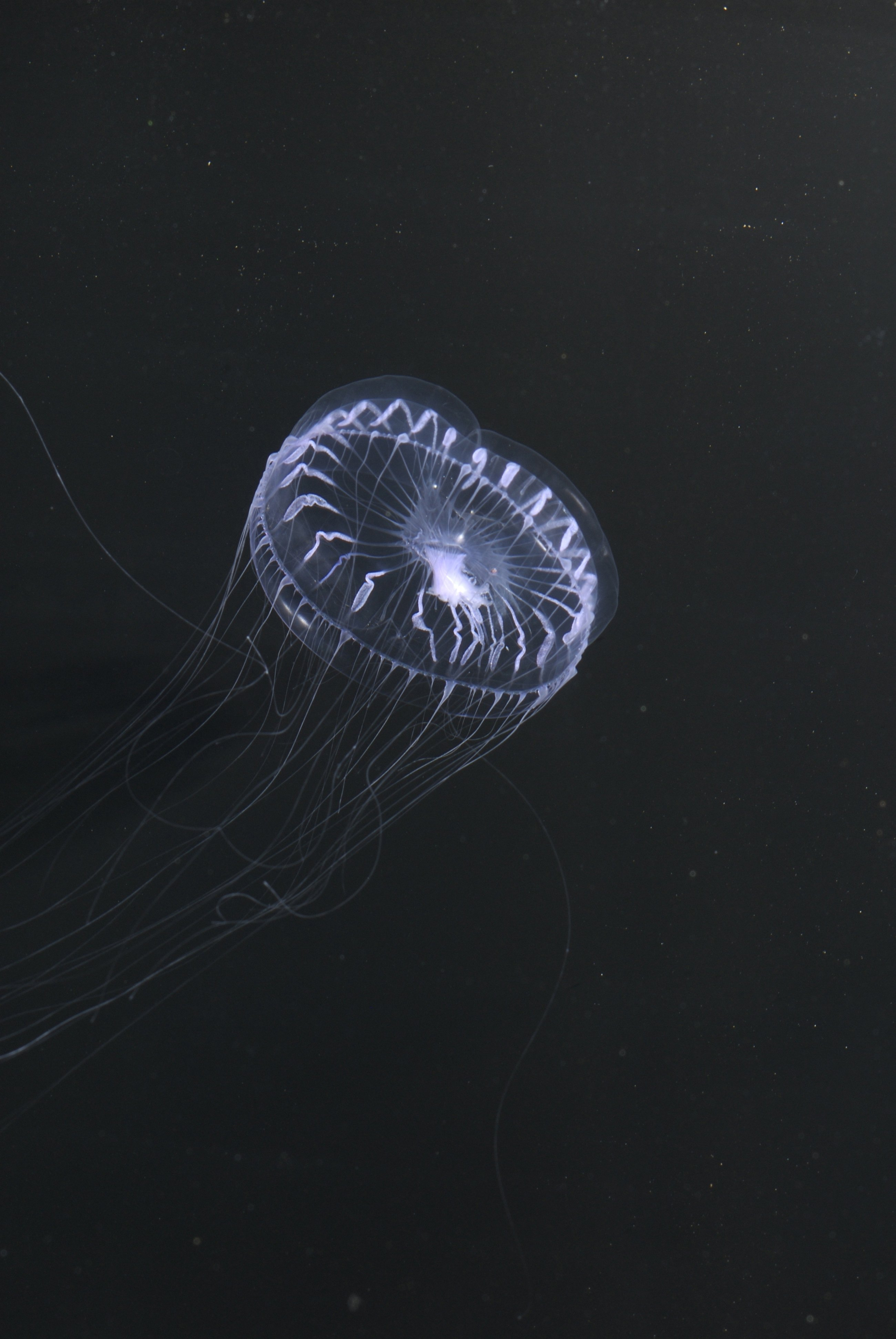
Aequorea sp.

Родина Campanulariidae Johnston, 1836
- Hartlaubella gelatinosa (Pallas, 1766)
- Obelia geniculata (Linnaeus, 1758)
- Obelia longissima (Pallas, 1766)
- Laomedea flexuosa Alder, 1857
- Gonothyrea loveni (Allman, 1859)
- Clytia hemisphaerica (Linnaeus, 1767)

Родина Campanulinidae Hincks, 1868
- Tima bairdii Forbes, 1848
- Opercularella lacerata (Johnston, 1847)
- Melicertum octocostatum (M.Sars, 1835)

#### ПідкласТрахиліни(Trachylinae)
Родина Olindiidae Haeckel, 1879
- Craspedacusta sowerbyi Lankester, 1880

### Сцифоїдні (Scyphozoa)

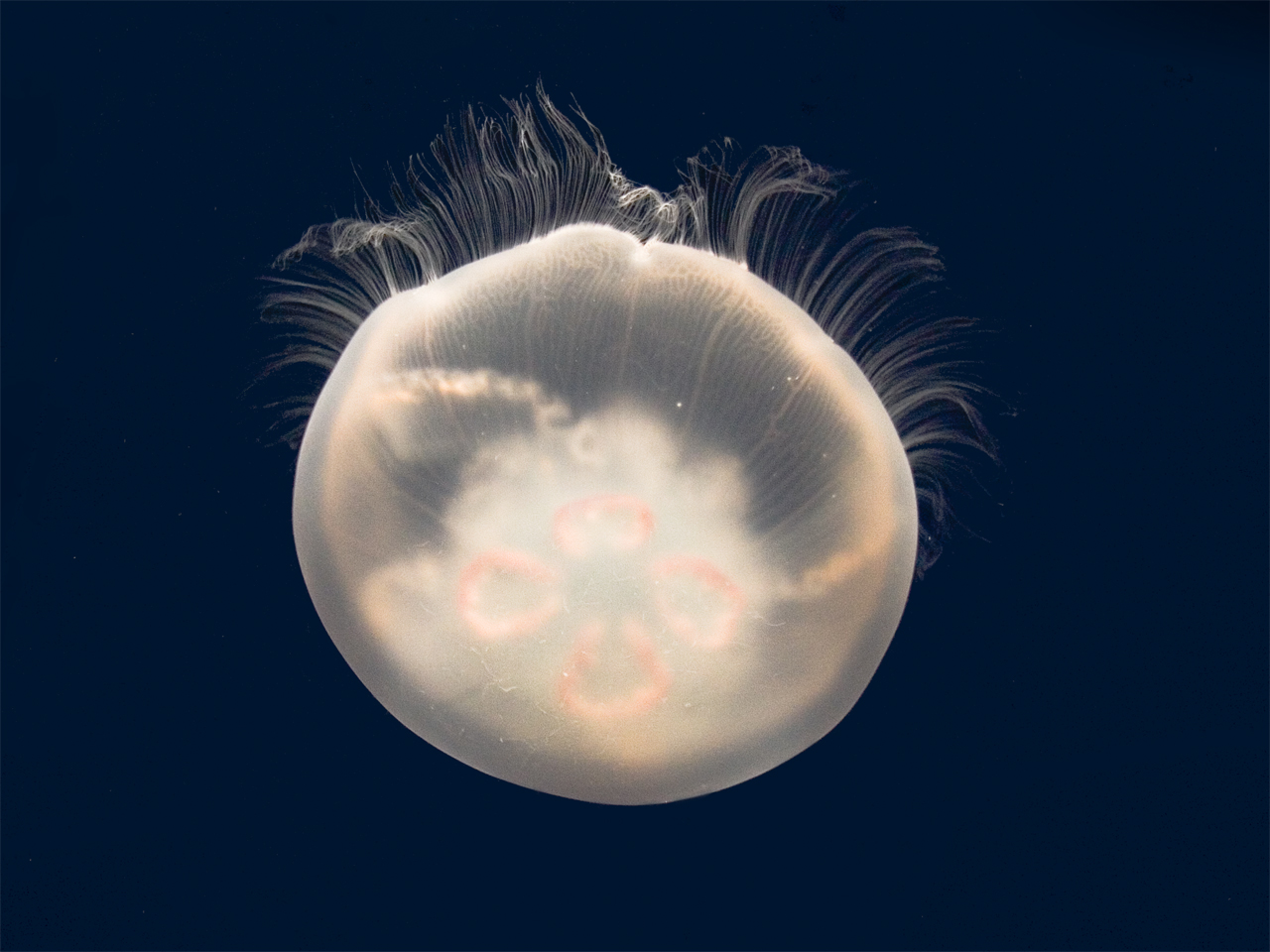
Аурелія

У водах Польщі налічується лише 2 види сцифоїдних: Родина Cyaneidae
- Cyanea capillata (Linnaeus, 1758)

Родина Ulmaridae
- Aurelia aurita (Linnaeus, 1758)

### Коралові поліпи (Anthozoa)
Лише 2 види коралів, з ряду актинії знайдено в водах Балтійського моря: Родина Actinidae
- Tealia felina Linnaeus, 1767

Родина Halcampidae
- Halcampa duodecimcirrata (M.Sars, 1835)

## Плоскі черви (Platyhelminthes)

### Моногене́ї (Monogenea)

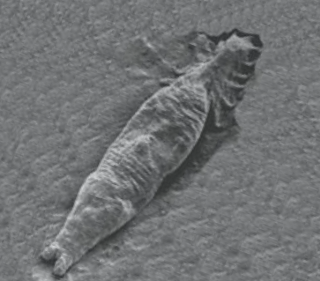
Gyrodactylus salaris

Більшість видів є паразитами риб. У Польщі, за оцінками вчених, налічується 120 видів моногене́й
Основна стаття:Список моногеней Польщі

### Трематоди (Trematoda)
Клас трематод налічує на території Польщі більше 320 видів.
Основна стаття:Список трематод Польщі

### Цестоди (Cestoda)
У Польщі більше ніж 270 видів цестод. Дорослі особини паразитують у хребетних.
Основна стаття:Список стьожкових червів Польщі

## Коловертки (Rotifera)

### Акантоцефали (Acanthocephala)
Акантоцефали кишкові паразити хребетних. У Польщі виявлено понад 30 видів.

#### Eoacanthocephala Van Cleve, 1936
Родина Neoacanthorhynchidae
- Neoechinorhynchus rutili (O. F. Muller, 1780)

#### Palaeacanthocephala Meyer, 1931
Родина Paracanthocephalidae
- Paracanthocephalus gracilacanthus (Meyer, 1932)

Родина Echinorhynchidae
- Acanthocephalus anguillae (O. F. Muller, 1780)
- Acanthocephalus clavula (Dujardin, 1845)
- Acanthocephalus falcatus (Frolich, 1789)
- Acanthocephalus lucii (O. F. Muller, 1776)
- Acanthocephalus ranae (Schrank, 1788)
- Echinorhynchus (Echinorhynchus) gadi Zoega in O. F. Muller, 1776
- Echinorhynchus (Metechinorhynchus) salmonis O. F. Muller, 1776
- Echinorhynchus (Metechinorhynchus) truttae Schrank, 1788
- Echinorhynchus (Pseudoechinorhynchus) borealis Linstow, 1901

Родина Pomphorhynchidae
- Pomphorhynchus kostylewi Petrotschenko, 1956
- Pomphorhynchus laevis Zoega in O. F. Muller, 1776)
- Pomphorhynchus tereticollia (Rudolphi, 1809)

Родина Polymorphidae
- Corynosoma pyriforme (Bremser, 1824)
- Corynosoma semerme (Forssell, 1904)
- Corynosoma strumosum (Rudolphi, 1802)
- Polymorphus contortus (Bremser, 1924)
- Polymorphus diploinflatus Lundstrom, 1942
- Polymorphus magnus Skrjabin, 1913
- Polymorphus minutus (Goeze, 1782)
- Filicollis anatis (Schrank, 1788)
- Prosthorhynchus cylindraceus (Goeze, 1782)

Родина Centrorhynchidae
- Centrorhynchus aluconis (O. F. Muller, 1780)
- Centrorhynchus buteonis (Schrank, 1788)
- Sphserirostris lancea (Westrumb, 1821)

#### Archiacanthocephala
Родина Oligacanthorhynchidae
- Macracanthorhynchus hirudinaceus (Pallas, 1781)
- Nephridiacanthus major (Bremser, 1811)

Родина Moniliformidae
- Moniliformis moniliformis (Bremser, 1811)

Родина Gigantorhynchidae
- Mediorhynchus micracanthus (Rudolphi, 1819)

Родина Apororhynchidae
- Apororhynchus silesiacus Okulewicz et Maruszewski, 1980

### Bdelloidea
На території Польщі знайдено 85 видів.
Родина Habrotrochidae
- Scepanotrocha corniculata Bryce, 1910
- Habrotrocha angusticollis (Murray, 1905)
- Habrotrocha annulata (Murray, 1905)
- Habrotrocha aspera (Bryce, 1892)
- Habrotrocha bidens (Gosse, 1851)
- Habrotrocha callosa Wulfert, 1942
- Habrotrocha collaris (Ehrenberg, 1832)
- Habrotrocha constricta (Dujardin, 1841)
- Habrotrocha crenata (Murray, 1905)
- Habrotrocha elegans (Milne, 1886)
- Habrotrocha flava Bryce, 1915
- Habrotrocha insignis Bryce, 1915
- Habrotrocha lata (Bryce, 1892)
- Habrotrocha longicollis Wulfert, 1950
- Habrotrocha microcephala (Murray, 1906)
- Habrotrocha milnei Bryce, 1922
- Habrotrocha praelonga de Koning, 1947
- Habrotrocha pusilla (Bryce, 1893)
- Habrotrocha reclusa (Milne, 1889)
- Habrotrocha roeperi (Milne, 1889)
- Habrotrocha rosa Donner, 1949
- Habrotrocha sylvestris Bryce, 1915
- Habrotrocha thienemanni Hauer, 1924
- Habrotrocha tridens (Milne, 1886)
- Habrotrocha tripus (Murray, 1907)

Родина Adinetidae
- Adineta barbata Janson, 1893)
- Adineta gracilis Janson, 1893)
- Adineta vaga (Davis, 1873)
- Bradyscella clauda (Bryce, 1893)

Родина Philodinidae Ehrenberg, 1838
- Mniobia circinata (Murray, 1908)
- Mniobia granulosa Bartos, 1940
- Mniobia magna (Plate, 1889)
- Mniobia punctulata Bartos, 1948
- Mniobia russeola (Zelinka 1891)
- Mniobia symbiotica (Zelinka 1886)
- Mniobia tetraodon (Ehrenberg, 1848)
- Rotaria citrina (Ehrenberg, 1868)
- Rotaria elongata (Weber, 1888)
- Rotaria haptica (Gosse, 1886)
- Rotaria macroceros (Gosse, 1851)
- Rotaria macrura (Ehrenberg, 1832)
- Rotaria magnacalcarata (Parsons, 1892)
- Rotaria monteti Berzins, 1955
- Rotaria neptuina (Ehrenberg, 1832)
- Rotaria neptunoida Harring, 1913
- Rotaria quadrioculata (Murray, 1902)
- Rotaria rotatoria (Pallas, 1766)
- Rotaria socialis (Kellicott, 1888)
- Rotaria sordida (Western, 1893)
- Rotaria tardigrada (Ehrenberg, 1832)
- Rotaria tridens (Monet, 1915)
- Rotaria trisecata (Weber, 1888)
- Macrotrachela bilfingeri (Bryce, 1913)
- Macrotrachela concinna (Bryce, 1912)
- Macrotrachela crucicornis (Murray, 1905)
- Macrotrachela decora (Bryce, 1912)
- Macrotrachela ehrenbergi (Janson, 1893)
- Macrotrachela habita (Bryce, 1894)
- Macrotrachela multispinosa Thompson, 1892
- Macrotrachela musculosa Milne, 1886
- Macrotrachela nana (Bryce, 1912)
- Macrotrachela papillosa Thompson, 1892
- Macrotrachela plicata (Bryce, 1892)
- Macrotrachela quadricoronifera Milne, 1886
- Macrotrachela quadricoroniferoides Bryce in de Koning, 1929
- Macrotrachela vesicularis (Murray, 1906)
- Macrotrachela zickendrahti (Richters, 1902)
- Embata hamata (Murray, 1906)
- Embata laticeps (Murray, 1905)
- Embata parasitica (Giglioli, 1863)
- Philodina acuticornis Murray, 1902
- Philodina citrina Ehrenberg, 1832
- Philodina flaviceps Bryce in Murray, 1906
- Philodina lepta Wulfert, 1950
- Philodina megalotrocha Ehrenberg, 1832
- Philodina proterva Milne, 1916
- Philodina roseola Ehrenberg, 1832
- Philodina rugosa Bryce, 1903
- Philodina microps Gosse, 1887
- Dissotrocha aculeata (Ehrenberg, 1832)
- Dissotrocha macrostyla (Ehrenberg, 1838)
- Pleuretra alpium (Ehrenberg, 1853)
- Pleuretra brycei (Weber, 1898)
- Pleuretra humerosa (Murray, 1905)

Родина Philodinavidae
- Philodinavus paradoxus (Murray, 1905)

### Однолопатеві(Monogononta)
Представлені в Польщі 554 видами.
Основна стаття: Список однолопатевих коловерток Польщі

## Черевовійчасті черви (Gastrotricha)
В польських водах знайдено близько 120 видів черевовійчастих червів.
Основна стаття: Список черевовійчастих червів Польщі

## Внутрішньопорошицеві (Entoprocta)
Знайдено лише одного представнека внутрішньопорошицевих:
Родина Barentsiida
- Urnatella gracilis Leidy, 1851

## Мохуватки (Bryozoa)
У водах Польщі було встановлено 18 видів мохуватки: Прісноводні види:
Родина Fredericellidae
- Fredericella sultana (Blumenbach, 1779)

Родина Plumatellidae
- Plumatella casmiana Oka, 1907
- Plumatella emarginata Allman, 1844
- Plumatella fruticosa Allman, 1844
- Plumatella fungosa (Pallas, 1768)
- Plumatella repens (Linnaeus, 1758)
- Hyalinella punctata (Hancock, 1850)

Родина Pectinatellidae
- Pectinatella magnifica (Leidy, 1851)

Родина Lophopodidae
- Lophopus crystallinus (Pallas, 1768)

Родина Cristatellidae
- Cristatella mucedo Cuvier, 1798

Родина Paludicellidae
- Paludicella articulata (Ehrenberg, 1831)

Морські види: Родина Membraniporidae
- Electra pilosa (Linnaeus, 1768)
- Electra crustulenta (Pallas, 1766) (jako E. crustulenta var. baltica Borg, 1931)
- Electra membranacea Linnaeus, 1767
- Callopora aurita Hincks, 1877

Родина Alcyonidae
- Alcyonidium mytili Dalyell, 1847

Родина Vesiculariidae
- Bowerbankia caudata (Hincks, 1877)

Родина Victorellidae
- Victorella pavida Saville Kant, 1870

## Немерти́ни (Nemertea)
Немертини в польській фауні представлені 4 видами:

### Enopla
Incertae sedis:
- Prostoma puteale (Dugès, 1828) — syn. P. clepsinoides (Dugès, 1828)
- Prostoma graecense (Böhmig, 1892)
- Prostoma kolasai Gibson & Moore, 1976

Родина Acteonemertidae
- Leptonemertes chalicophora (Graff, 1879)

## Кільчасті черви (Annelida)
На території Польщі представлено більше 300 видів кільчастих червів.
Основна стаття: Список кільчастих червів Польщі

## Молюски (Mollusca)
Молюски в Польщі представлені равликами та двостулковими, і налічують 282 види:
Основна стаття: Список молюсків Польщі

## Пріапуліди (Priapulida)
Виявлено два види пріапулід в Балтійському морі: родина Priapulidae
- Priapulus caudatus Lamarck, 1816
- Halicryptus spinulosus von Siebold, 1800

## Волосові (Nematomorpha)
Знайдено 11 видів представників волосових:

### Chordodea
Родина Chordodidae
- Gordionus dubiosus Heinze, 1937
- Gordionus scaber Muller, 1927
- Gordionus strigatus Muller, 1927
- Gordionus wolterstorffii (Camerano, 1888)
- Parachordodes gemmatus (Villot, 1885)
- Parachordodes tolosanus (Dujardin, 1842)
- Paragordionus rautheri Heinze, 1937

### Gordea
Родина drucieńcowate Gordiidae
- Gordius albopunctatus Muller, 1927
- Gordius aquaticus Linnaeus, 1758
- Gordius germanicus Heinze, 1937
- Gordius muelleri Heinze, 1933 — (G. mulleri)

## Членистоно́гі (Arthropoda)

### Ракоподібні (Crustacea)
До 2008 року на обліку в Польщі існувало близько 500 видів (за іншими даними, на початку XXI століття виявили 792 видів)

#### Зяброногі раки(Branchiopoda)
Виявлено 110 таксонів.
Основна стаття: Список зяброногих Польщі

#### Остракоди(Ostracoda)
Понад 160 видів виявлено на території Польщі.
Основна стаття: Список остракод Польщі

#### Щелепоногі(Maxillopoda)
На території Польщі цей клас включає в себе ще 4 підкласи:

##### Веслоногі раки(Copepoda)
190 видів веслоногих раків находиться на території Польщі.
Основна стаття: Список веслоногих раків Польщі

##### Коропоїди(Branchiura)
Родина Argulidae Leach, 1819
- Argulus coregoni Thorell, 1865
- Argulus foliaceus (Linnaeus, 1758)
- Argulus japonicus Thiele, 1900

##### Вусоногі(Cirripedia)
Родина Balanidae Leach, 1806
- Amphibalanus improvisus (Darwin, 1854)

##### Пентастоми(Pentastomida)
Родина Linguatulidae Haldeman, 1851
- Linguatula serrata Frölich, 1789

#### Вищі ракоподібні(Malacostraca)
У Польщі налічується близько 120 видів
Основна стаття: Список вищих ракоподібних Польщі

### Хеліцерові (Chelicerata)

#### Павукоподібні (Arachnida)

##### Павуки (Araneae)

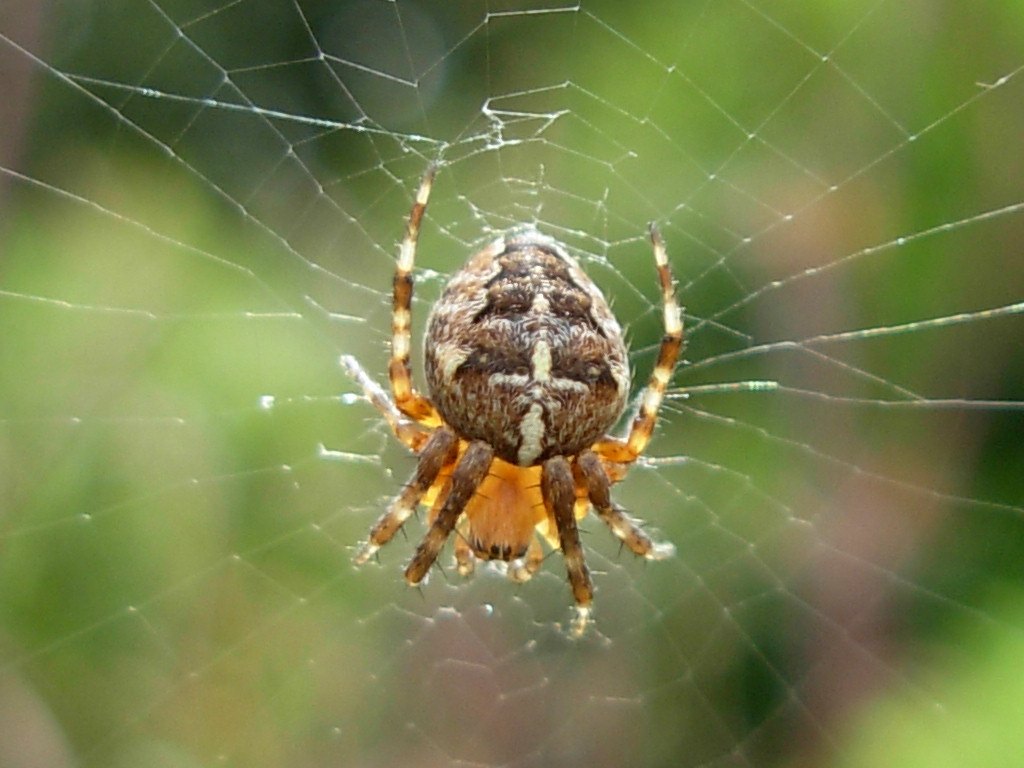
Павук-хрестовик

У Польщі нараховується 800 видів павуків.
Основна стаття: Список павуків Польщі

##### Кліщі (Acari)

###### Actinotrichida
Astigmata syn. Astigmatina
Підряд Oribatida
Підряд Prostigmata

###### Anactinotrichida
Ряд Ixodida
- (Ixodes ricinus)
- (Trombidium holosericeum)
- (Piona sp.)
- (Hydrachna sp.)
- (Dermatophagoides sp.)
- (Eriophyes sp.)

Підряд Mesostigmata
Підряд Microgyniina
Родина Microgyniidae
- Microsejus

Підряд Sejina
Родина Sejidae
- Sejus

Підряд Gamasina
Родина Epicriidae
- Epicrius

Родина Zerconidae
- Parazercon
- Polonozercon
- Prozercon
- Zercon

Родина Parasitidae
- Parasitellus
- Parasitus
- Vulgarogamasus
- Holoparasitus
- Leptogamasus
- Paragamasus
- Pergamasus
- Porrhostaspis

Родина Macrochelidae
- Geholaspis
- Macrocheles
- Neopodocinum

Родина Eviphididae
- Eviphis

Родина Ascidae
- Gamasellodes
- Proctolaelaps
- Arctoseius
- Cheiroseius
- Platyseius
- Lasioseius
- Asca

Родина Laelapidae
- Eulaelaps
- Haemogamasus
- Haemogamus
- Hirstionyssus
- Androlaelaps
- Hyperlaelaps
- Hypoaspis
- Laelaps
- Ololaelaps

Родина Veidaiaiidae
- Veigaia

Родина Rhodocaridae
- Gamasellus
- Cyrtolaelaps

Родина Pachylaelapidae
- Pachylaelaps

Родина Digimasellidae
- Dendrolaelaps

Родина Ameroseiidae
- Ameroseius

Родина Phytoseiidae
- Amblyseius

Родина Macrochelidae
- Geholaspis

Родина Rhodacaridae
- Rhodacarus

Підряд Uropodina
Родина Trachytidae
- Trachytes

Родина Polyaspidae
- Polyaspinus
- Polyaspis

Родина Trematuridae
- Trichouropoda

Родина Urodinychidae
- Dinychus
- Urodiaspis
- Urobowella

Родина Trachyuropopidae
- Trachyuropoda

Родина Uropodidae
- Uropoda

список не закінчений

##### Косарики (Opiliones)
Родина Sironidae
- Siro carpathicus Rafalski, 1956

Родина Trogulidae
- Trogulus nepaeformis (Scopoli, 1763)
- Trogulus tricarinatus (Linnaeus, 1758)

Родина Nemastomatidae
- Mitostoma chrysomelas (Hermann, 1804)
- Nematostoma lugubre (O. F. Muller, 1776)
- Nematostoma triste (C. L. Koch, 1835)
- Paranemastoma kochi (Nowicki, 1870)
- Paranemastoma quadripunctatum (Perty, 1833)

Родина Ischyropsalididae
- Ischyropsalis hellwigi (Panzer, 1794)
- Ischyropsalis manicata Koch, 1869

Родина Phalangiidae
- Astrobunus laevipes (Canestrini, 1872)
- Leiobunum blackwalli Meade, 1861
- Leiobunum limbatum L. Koch, 1861
- Leiobunum rotundum (Latreille, 1798)
- Leiobunum rupestre (Herbst, 1799)
- Leiobunum tisciae Avram, 1968
- Nelima gothica Lohmander, 1945
- Nelima semproni Szalay, 1951
- Gyas titanus Simon, 1879
- Lacinus dentiger (C. L. Koch, 1848)
- Lacinus ephippiatus (C. L. Koch, 1835)
- Lacinus horridus (Panzer, 1794)
- Mitopus morio (Fabricius, 1779)
- Oligolophus hanseni (Kraepelin, 1896)
- Oligolophus tridens (C. L. Koch, 1836)
- Paroligophus agrestis (Meade, 1758)
- Phalangium opilio Linnaeus, 1835)
- Rilaena triangularis (Herbst, 1799)
- Lophopilio palpinalis (Herbst, 1799)
- Platybunus bucephalus (C. L. Koch, 1938)
- Platybunus pallidus Silhavy, 1938
- Egaenus convexus (C. L. Koch, 1835)
- Opilio canestrinii (Thorell, 1876)
- Opilio dinaricus Silhavy, 1938
- Opilio parietinus (De Geer, 1839)
- Opilio saxatilis (C. L. Koch, 1855)

##### Псевдоскорпіони (Pseudoscorpionida)
Родина Chthoniidae
- Mundochthonius carpaticus Rafalski, 1948
- Chthonius heterodactylus Tomosvary, 1882
- Chthonius ischnocheles (Hermann, 1804)
- Chthonius tenius L. Koch, 1873
- Chthonius fuscimanus Simon, 1900
- Chthonius tetrachelatus (Preyssler, 1790)

Родина Neobisiidae
- Rhoncus transsilvanicus Beier, 1928
- Microbisium brevifemoratum (Ellingsen, 1903)
- Microbisium suecicum Lohmander, 1945
- Neobisium brevidigitatum (Beier, 1928)
- Neobisium carcinoides (Hermann, 1804)
- Neobisium carpaticum Beier, 1935
- Neobisium erythrodactylum (L. Koch, 1873)
- Neobisium fuscimanum (C. L. Koch, 1843)
- Neobisium polonicum Rafalski, 1935
- Neobisium sylvaticum (C. L. Koch, 1835)
- Neobisium simoni (L. Koch, 1873)

Родина Larcidae
- Larca lata (H. J. Hansen, 1884)

Родина Cheiridiidae
- Cheiridium museorum (Leach, 1817)
- Apocheiridium ferum (E. Simon, 1879)

Родина Chernetidae
- Lamprochernes chyzeri Tomosvary, 1882
- Lamprochernes nodosus (Schrank, 1803)
- Anthrenocernes stellae Lohmander, 1939
- Pselaphochernes scorpioides (Hermann, 1804)
- Allochernes dubius (Cambridfe, 1892)
- Allochernes peregrinus Lohmander, 1939)
- Allochernes wideri (C. L. Koch, 1843)
- Chernes nigrimanus (Ellingsen, 1897)
- Chernes similis Beier, 1932
- Chernes cimicoides (Fabricius, 1793)
- Chernes hahni L. Koch, 1873
- Chernes beieri Harvey, 1990
- Dinocheirus panzeri (C.L. Koch, 1837) — (syn. Chernes rufeolus (E. Simon, 1879))
- Dendrochernes cyrneus (L. Koch, 1873)

Родина Cheliferidae
- Chelifer cancroides (Linnaeus, 1761)
- Mesochelifer ressli Mahnert, 1981
- Dactylochelifer latreillei (Leach, 1817)

#### Морські павуки (Pantopoda)
Родина Nymphonidae Wilson, 1878
- Nymphon grossipes (Fabricius, 1780)
- Nymphon brevirostre Hodge, 1863

### Шестиногі

#### Покритощелепні (Entognatha)
Покритощелепні представлені в Польщі 547 видами.

##### Двохвости (Diplura)

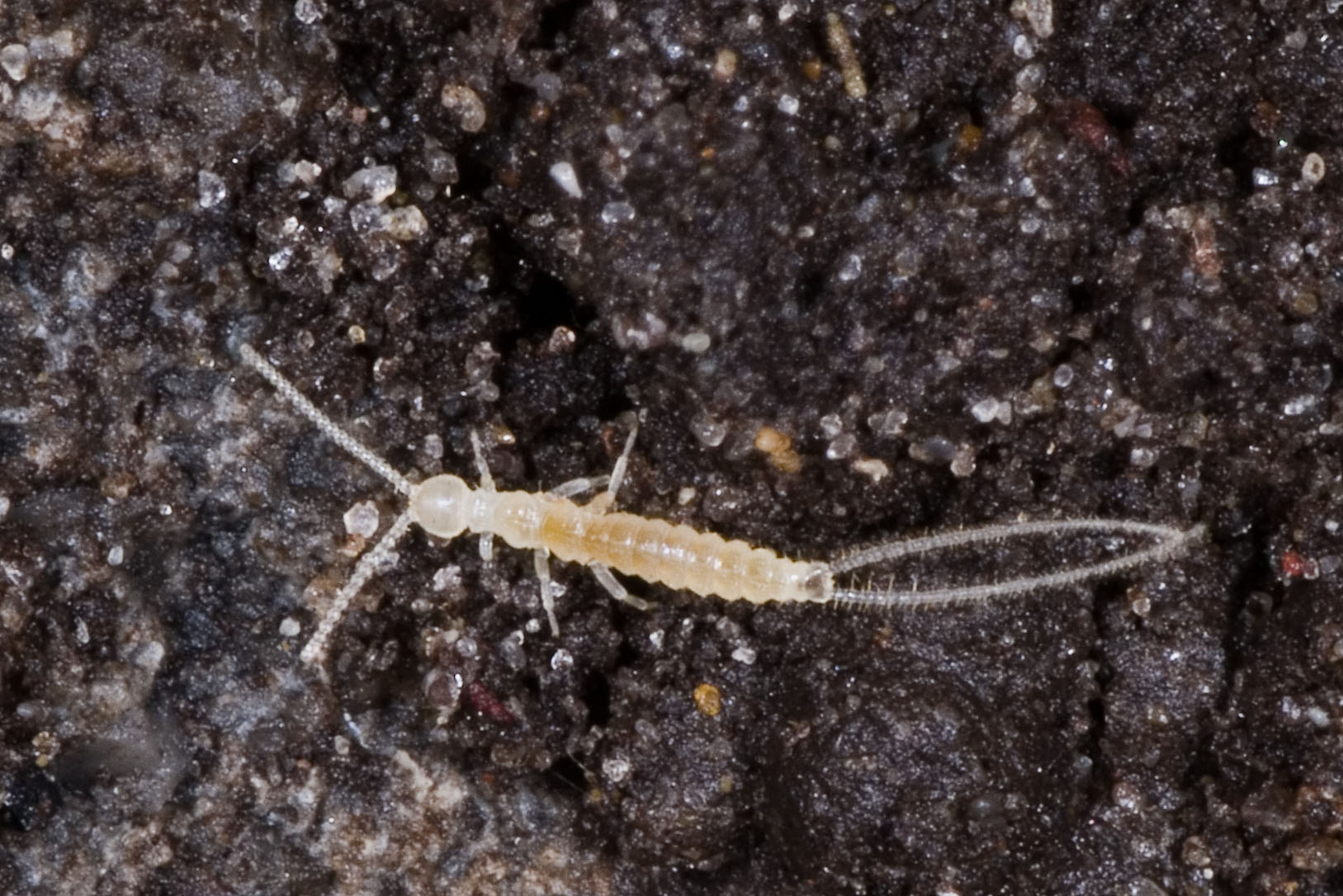
Campodea staphilinus

##### Безвусикові(Protura)
У Польщі нараховується 69 видів з 4 родин.

#### Комахи (Insecta)
Комахи на території Польщі можна оцінювати в кількості 28-30 тисяч.

### Багатоні́жки (Myriapoda)
Станом на 2008 рік в Польщі налічувалося 147 видів багатоніжок
Основна стаття: Список багатоніжок Польщі

## Щетинкощелепні (Chaetognatha)
У водах Балтійського моря знайдено два види щетинкощелепних:
Родина Sagittidae
- Sagitta setosa J.Müller, 1847
- Parasagitta elegans (Verrill, 1873)

## Голкошкірі (Echinodermata)
У водах Балтійського моря було знайдено два види голкошкірих:

### Морські зірки(Asteroidea)
Родина Asteriidae
- Asterias rubens Linnaeus, 1758

### Офіури(Ophiuroidea)
Родина Ophiolepididae
- Ophiura albida (Forbes, 1841)

## Хордові (Chordata)

### Покривники (Urochordata)
У водах Балтики 4 види покривників:

#### Апендикуля́рії(Appendicularia)
Родина Fritillariidae Lohmann, 1915
- Fritillaria borealis Lohmann, 1896

Родина Oikopleuridae Lohmann, 1915
- Oikopleura dioica Fol, 1872

#### Асцидії(Ascidiacea)
Родина Styelidae Sluiter, 1895
- Dendrodoa grossularia (Van Beneden, 1846)
- Styela coriacea (Alder & Hancock, 1848)

### Риби(Pisces) таБезщелепні(Agnatha)

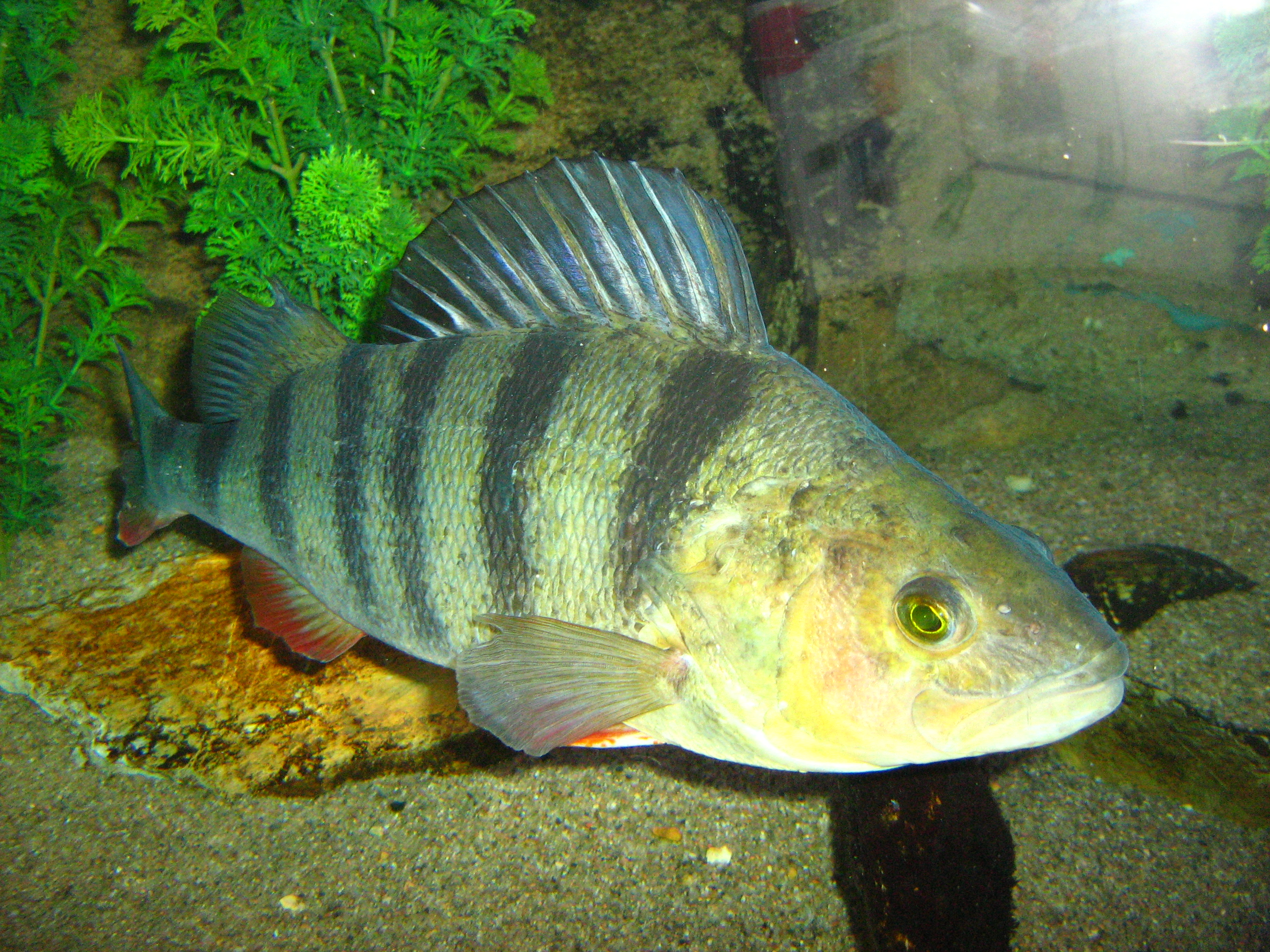
Окунь

У Польщі налічується більше 120 видів риб і міног. Більшість з них є кісткові риби (Osteichthyes). У Балтійському морі є морські види, а також бі-екологічні види, що ростуть у морському середовищі, але мігрують по річках на нерест.
Значна частина видів польської іхтіофауни штучно або випадково потрапили на територію Польщі.
Основна стаття: Список риб Польщі

### Земноводні (Amphibia)

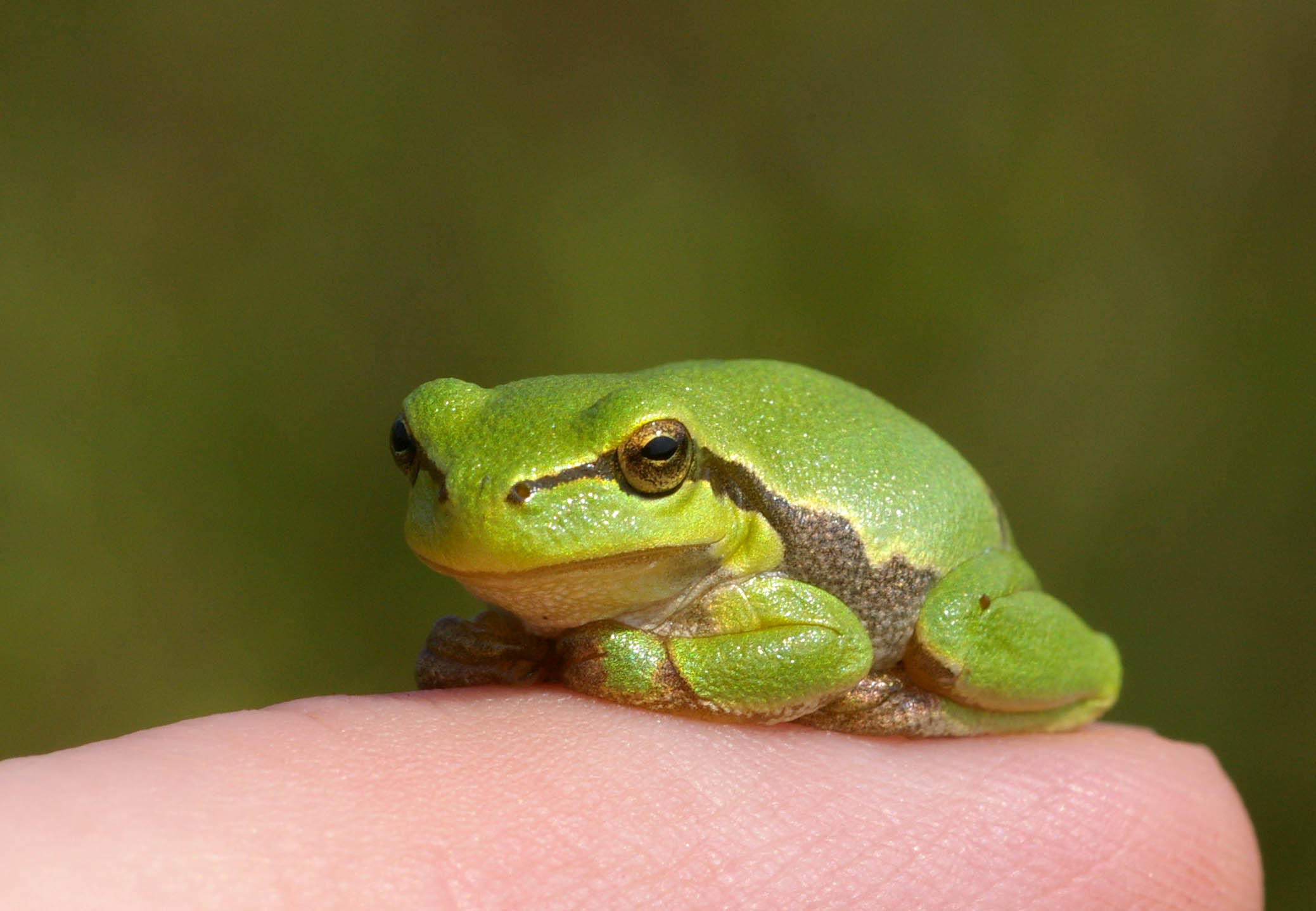
Райка деревна

На території Польщі знайдено 18 видів земноводних:
- Хвостаті (Caudata)
  - Саламандрові (Salamandridae)
    -  Саламандра вогняна (Salamandra salamandra)
    -  Тритон гребінчастий (Triturus cristatus)
    -  Тритон звичайний (Lissotriton vulgaris)
    -  Тритон карпатський (Lissotriton montandoni)
    -  Тритон гірський (Mesotriton alpestris)
- Безхвості (Anura)
  - Кумкові (Bombinatoridae)
    -  Кумка червоночерева (Bombina bombina)
    -  Кумка жовточерева (Bombina variegata)

  - Часничницеві (Pelobatidae)
    -  Часничниця звичайна (Pelobates fuscus)

  - Ропухові (Bufonidae)
    -  Ропуха звичайна (Bufo bufo)
    -  Ропуха зелена (Bufo viridis)
    -  Ропуха очеретяна (Bufo calamita)

  - Райкові (Hylidae)
    -  Райка деревна (Hyla arborea)

  - Жаб'ячі (Ranidae)
    -  Ставкова жаба (Rana lessonae)
    -  Жаба їстівна (Rana esculenta)
    -  Жаба озерна (Rana ridibunda)
    -  Жаба трав'яна (Rana temporaria)
    -  Жаба гостроморда (Rana arvalis)
    -  Жаба прудка (Rana dalmatina)

### Плазуни (Reptilia)

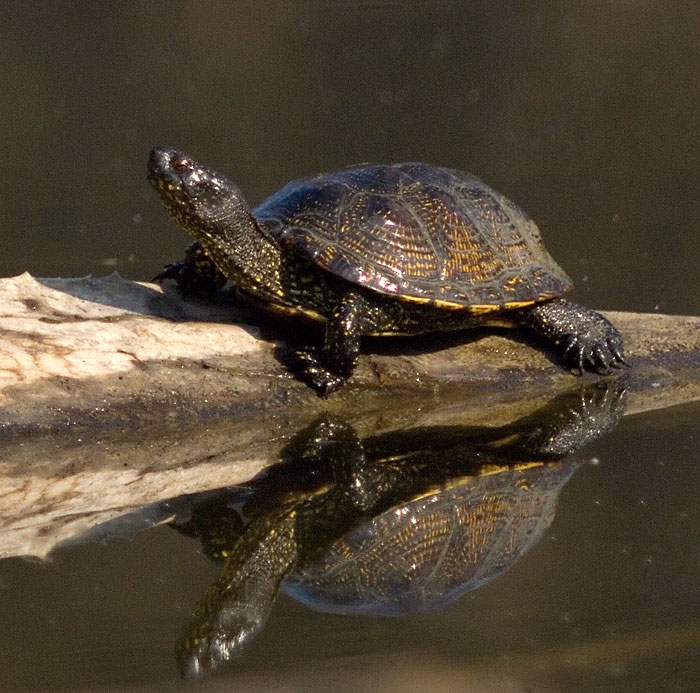
Європейська болотна черепаха

На території Польщі налічується 10 видів плазунів:
- Черепахи (Testudines)
  - Прісноводні черепахи (Emydidae)
    -  Європейська болотна черепаха (Emys orbicularis)
- Лускаті (Squamata)
  - Ящіркові (Lacertidae)
    -  Ящірка прудка (Lacerta agilis)
    -  Ящірка живородна (Zootoca vivipara)
    -  Ящірка зелена (Lacerta viridis)

  - Веретільницеві (Anguidae)
    -  Веретільниця ламка (Anguis fragilis)

  - Вужеві (Colubridae)
    -  Вуж звичайний (Natrix natrix)
    -  Вуж водяний (Natrix tesselata)
    -  Полоз ескулапів (Elaphe longissima)
    -  Мідянка звичайна (Coronella austriaca)

  - Гадюкові (Viperidae)
    -  Гадюка звичайна (Vipera berus)

### Птахи (Aves)

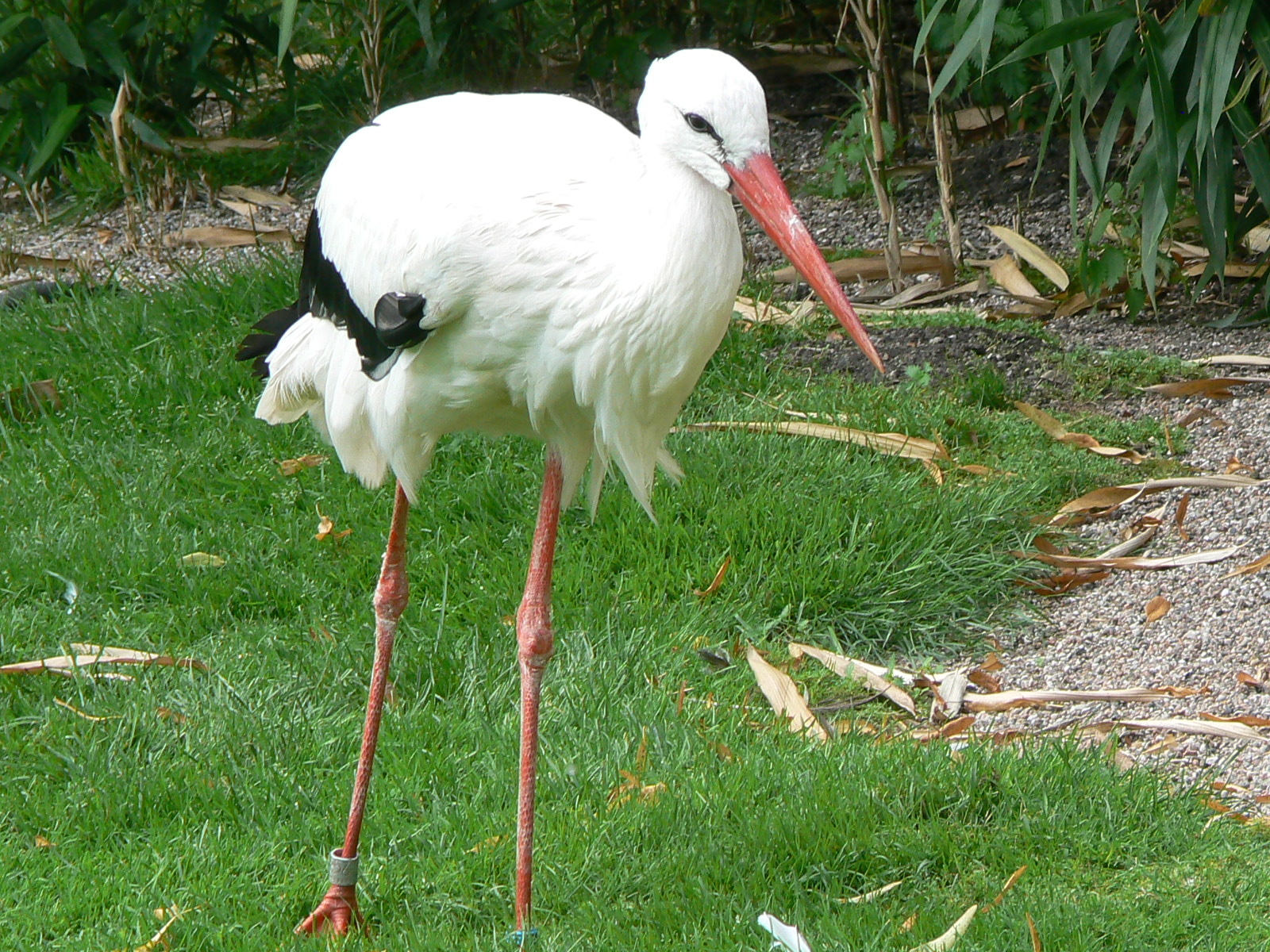
Лелека білий

На території Польщі в цілому 450 видів птахів.
Основна стаття:Список птахів Польщі

### Ссавці (Mammalia)

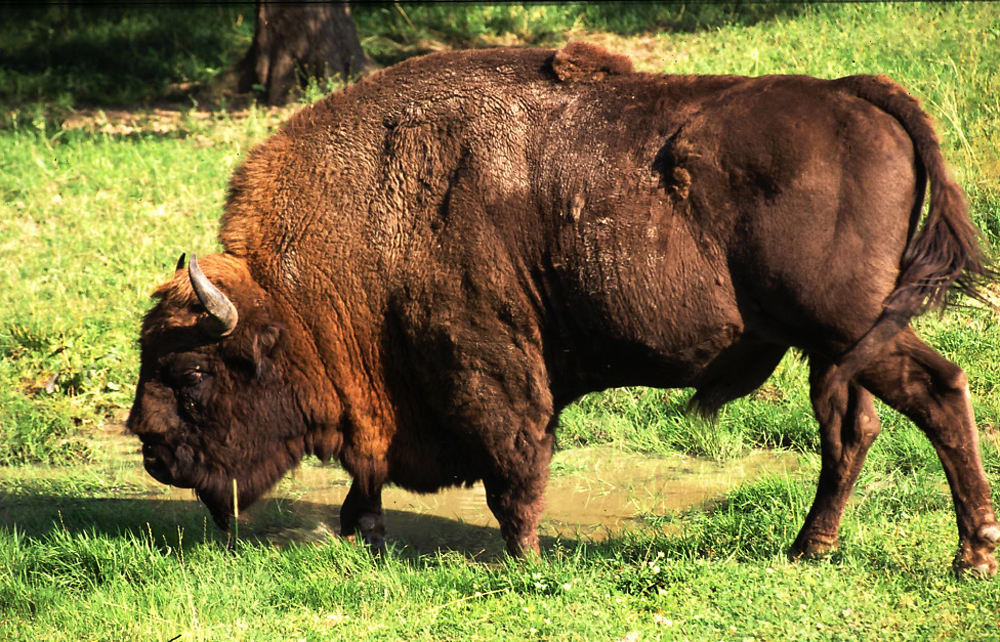
Зубр

Кількість видів ссавців, знайдених в дикій природі Польщі 114, або (у тому числі соболя) 115.
Основна стаття:Список ссавців Польщі